# Randi Hansen
Randi Hansen, är en norsk sångerska, född 24 november 1958 i Tromsø och bosatt i Harstad. Hon är mest känd för låten "Hvis æ fikk være sola di" från 1979.

## Diskografi
Album
- 1979 – Ho Randi
- 1980 – Hjerterdame
- 1981 – Æ undres
- 1982 – Hjæmlandet
- 1983 – Stille natt (med Olav Stedje)
- 1984 – Ansiktet i speilet
- 2008 – Tid som går

Singlar
- 1981 – "Kjøss ikkje ho!" / "Det du fikk i går"
- 1984 – "Mammas trygge fang" / "Ansiktet i speilet"
- 2008 – "Himmel og hav"
- 2008 – "Søt som sjokolade"